# Serafim Terra
Serafim Terra (Jaguarão, 4 de março de 1872 (?) — Montevidéu, 15 de maio de 1913) foi um engenheiro, funcionário público e político brasileiro.
Fez estudos básicos no Ginásio São Pedro, em Porto Alegre, e depois formou-se engenheiro. Ver notaEm 1900 trabalhava como engenheiro municipal em São Leopoldo e inspetor da 2ª Zona Escolar. Em 1901 foi membro da comissão julgadora de produtos naturais da grande Exposição Estadual realizada em Porto Alegre. Em 1902 foi distinguido com um retrato pintado por encomenda da comunidade de Taquara, em agradecimento pela instalação da escola distrital. Em 1903 assumiu um posto no Conselho Escolar do Estado, e no início de 1904 representou a Escola de Engenharia em solenidade oficial na Escola Militar.
Em maio de 1904 seu nome surgiu como a proposta de conciliação ao longo das disputas internas do Partido Republicano Rio-Grandense para a candidatura à Intendência de Caxias do Sul. Segundo o jornal A Federação, órgão do PRR, a indicação foi aceita por unanimidade pelo Diretório, em vista da sua reputação de modéstia que se unia "às virtudes de um republicano riograndense íntegro, ardoroso e leal, à competência" e ao seu "cabedal científico". Em julho foi um dos fundadores e primeiro presidente do clube recreativo Sport Caxiense.
Venceu as eleições de 14 de agosto, tendo como vice Firmino Paim de Souza, substituído em 1905 por Vicente Rovea. A posse ocorreu em 13 de outubro. Governou em período agitado por intensas lutas políticas num tempo em que predominava o coronelismo. Em 1905 o Conselho Municipal rejeitou sua prestação de contas, e promoveu grande redução no orçamento para o exercício seguinte. O intendente recorreu ao Governo do Estado, que em 1906 enviou novo projeto fiscal, que foi novamente reprovado pelo Conselho. Mais do que isso, sentindo-se ultrajados, os conselheiros se exoneraram. Terra determinou a realização de uma eleição para recompor o Legislativo, mas segundo Loraine Giron o resultado foi fraudulento.
Em 1907 surgiu outra crise, quando José Gonçalves Ferreira Costa, juiz da Comarca, e Herculano Montenegro, promotor público, passaram a interferir nos assuntos do governo. De acordo com Márcio Biavaschi, agiam favorecendo os interesses do presidente do estado, Borges de Medeiros, "em plena crise da cisão republicana encabeçada por Fernando Abbott, além de instaurarem grande número de processos a vários funcionários públicos municipais, inclusive o intendente. [...] O Poder Judiciário apresentava-se permeado por compromissos pessoais, por trocas de favores e por relações de poder nas quais o tráfico de influência era uma prática tolerada e aceita, em uma indistinção entre o espaço público e o privado e entre os campos da política partidária e o judiciário". Em 16 de junho Terra licenciou-se do cargo por tempo indeterminado alegando que precisava tratar de assuntos municipais em Porto Alegre, mas de fato cerca de dez dias antes havia sido nomeado auxiliar da Comissão de Terras de Passo Fundo. Assumiu interinamente Vicente Rovea, e pouco depois, em 24 de julho, Terra enviou seu pedido de renúncia ao Conselho.
Em pouco tempo ascendeu à chefia da Comissão de Terras de Passo Fundo, nomeado em 27 de janeiro de 1908, mas em abril de 1909 foi transferido para Soledade. Sua saída de Passo Fundo foi lamentada na imprensa, que referiu-se a ele como pessoa íntegra e bem-quista por todos sem distinção de partido. Em 1911 havia voltado para Passo Fundo e planejava-se sua indicação para diretor da Colônia Erechim. Ao falecer em 15 de maio de 1913 em Montevidéu, onde fora buscar cura para uma doença, foi elogiado no obituário publicado pelo jornal Città di Caxias como "alma nobre e generosa, sempre aberta às expansões do bem" e como dono de um intelecto superior dedicado ao interesse público. Deixou esposa e os filhos Tarcilo, Tucídides, Tomásia e Serafim Filho. Seu nome batiza uma rua em Porto Alegre.